# Aeletes swezeyi
Aeletes swezeyi är en skalbaggsart som beskrevs av Yélamos 1998. Aeletes swezeyi ingår i släktet Aeletes och familjen stumpbaggar. Inga underarter finns listade i Catalogue of Life.